# Paradaemonia platydesmia
Paradaemonia platydesmia är en fjärilsart som beskrevs av Rothschild 1907. Paradaemonia platydesmia ingår i släktet Paradaemonia och familjen påfågelsspinnare. Inga underarter finns listade i Catalogue of Life.